# Witkapkoekoek
De witkapkoekoek (Caliechthrus leucolophus) is een vogel uit de familie Cuculidae (koekoeken). Eerder werd deze soort gerekend tot het geslacht Cacomantis.

## Verspreiding en leefgebied
Deze soort is endemisch in Nieuw-Guinea.